# Fort Saint-François (Québec)
Le fort Saint-François était l’un des trois réduits approuvés ou villages fermés pour les censitaires de la seigneurie de Cap-de-la-Madeleine. Il était situé dans le secteur Cap-de-la-Madeleine de la ville de Trois-Rivières, en Mauricie (Québec). Il était l'un des divers ouvrages défensifs érigés au XVIIe siècle le long du fleuve Saint-Laurent, au Québec. Il est désigné aussi sous les noms de redoute du village Saint-François ou village de la Magdeleine ou village de la Rivière Faverel ou bourg palissadé de Saint-François, en 1660.

## Historique
Les premières concessions sur la seigneurie de Cap-de-la-Madeleine remontent à 1649. Cette année-là, les Jésuites ont distribué des terres à des concessionnaires qui habitaient déjà à Trois-Rivières, du côté ouest de la rivière Saint-Maurice. Les voyages par eau de Trois-Rivières au Cap-de-la-Madeleine pour aller défricher leurs terres étaient sans cesse soumis aux attaques des Iroquois. Le 16 octobre 1654, le gouverneur Lauzon ordonne aux concessionnaires de résider au Cap ou d’y mettre un homme établi, sous peine de perdre la concession « après quinze jours d’absence », « sans espérance de restitution ». Le 14 novembre 1654, il ordonne aux résidents « de porter continuellement sur soi avec ses armes, poudre et plomb pour tirer six coups, à peine d’amendes ».
Dans une lettre datée du 25 juin 1660, Marie de l’Incarnation écrivait : « M. le gouverneur a puissamment travaillé à faire des réduits ou villages fermés, où il oblige chacun de bâtir une maison pour sa famille et faire des granges communes pour assurer les moissons, faute de quoi il fera mettre feu dans les maisons de ceux qui ne voudront pas obéir. ». Cette ordonnance du gouverneur n’a pas été retrouvée mais elle est corroborée dans un acte du notaire Louis Laurent, daté du 27 juillet 1662, qui rappelle aux habitants du Cap leur obligation à se bâtir à l’intérieur de l’un des « trois réduits approuvés ». Ce jour-là, le Procureur fiscal ordonnait à Nicolas Gaillou dit Lataille de cesser les travaux de construction d’une maison en dehors des réduits.
Les « trois réduits approuvés » sont le fort du Moulin, situé sur le premier domaine des Jésuites, le fort Saint-François, situé sur le deuxième domaine des Jésuites, et le fort Sainte-Marie, situé sur l’arrière-fief Sainte-Marie. À cette époque, il est impensable de vivre en dehors des forts.
Le fort Saint-François est « un petit village entouré d’une palissade de huit pieds de hauteur [...]. La redoute sert de refuge aux habitants et aux sauvages. » La palissade et la redoute ont été construites en 1660. Il comportait des lots ou places d’une quarantaine de pieds en carré chacun. Loranger suggère que ce soit « Nicolas Rivard, capitaine de milice au Cap, et les Jésuites, seigneurs des lieux, [qui] ont cru nécessaire d’entourer le village Saint-François d’une palissade. » Le 5 mars 1661, la sentence de Pierre Boucher, juge prévost du Cap dans une cause de Julien Trottier, demandeur, contre Élie Bourbeau, défendeur, rapporte que Trottier demande « qu’il lui soit rendu des pieux, bois équarris et de la planche, et autre chose qu’il aurait fourni l’été passée [1660] tant pour la redoute que pour la clôture du village nommé village de la Magdeleine ». La clôture était faite « de pieux de bois équarri et de planches de huit pieds de haut, liées avec des liens et clouées d’un clou à chaque pieu, les pieux appointés par le haut, plus deux grandes portes cochères de madriers qui ferment avec des verrous de fer, plus une petite porte ».
Le fort Saint-François est le mieux documenté des trois forts de la seigneurie de Cap-de-la-Madeleine. Il longeait le chemin du Roy (l’actuelle rue Notre-Dame) du côté sud, et il était traversé d’est en ouest par la rivière Faverel et la Grande Rue. Il comptait au moins 18 lots ou places (dont sept lors de chaque côté de la Grande Rue), plus la résidence des Jésuites, la redoute, l’église paroissiale et le cimetière. Outre la Grande Rue, il était parcouru par la rue Transversale (actuelle rue du Sanctuaire), la rue Saint-Claude, la rue Ménart et la rue du Cimetière (qui longeait l’emplacement du sanctuaire actuel). Loranger précise qu’ « on ne connaît pas le nombre de résidences ni le nombre de personnes résidant dans le fort ».
La chapelle de 20 pieds par 20 pieds, construite en 1659 dans le fort Sainte-Marie, a été démontée et reconstruite dans le fort Saint-François en 1661 dans les dimensions de 30 pieds par 16 pieds, selon le recensement de 1683.
À partir de 1665, le fort comportait aussi un hôpital appelé Notre-Dame-de-Pitié.

## Localisation
Sur leur seigneurie du Cap-de-la-Madeleine, les Jésuites se sont réservé trois domaines qu’ils décrivent dans une déclaration datée d’octobre 1663 : la résidence des Jésuites avait été érigée sur le deuxième domaine qui mesurait quatre arpents et demi de front et était traversée par la rivière Faverel. Cet emplacement serait situé entre l’actuelle rue Saint-Maurice et son prolongement et l’embouchure de la rivière Faverel (connue aussi sous le nom de Du Moulin) et son prolongement vers le nord, plus précisément entre les actuelles rues Saint-Maurice à l’est, Du Moulin à l’ouest, et Saint-Denis au nord, et le fleuve Saint-Laurent au sud.

## Vestiges
De nos jours, il n'existe aucune trace apparente de ce fort sur le terrain. Le lieu n'a fait l'objet d'aucunes fouilles archéologiques.

## Commémoration
Un panneau d’interprétation sur lequel le fort est mentionné, a été installé en [année?] au coin des rues Notre-Dame et du Sanctuaire. Il a été rédigé pour la Ville de Trois-Rivières par Yannick Gendron, de la Société d'histoire du Cap-de-la-Madeleine.